# Seóirse Bodley
Seóirse Bodley (født 4. april 1933 i Dublin, Irland, død 17. november 2023) var en irsk komponist, pianist, lærer og dirigent.
Bodley studerede komposition, klaver og direktion på Royal Irish Academy of Music og University College of Music. Han tog herefter til Stuttgart og studerede privat hos Johann Nepomuk David. Han skrev 6 symfonier, orkesterværker, kammermusik, vokalværker, instrumental værker for mange instrumenter etc.
Bodley hørte til det 20. århundredes fremmeste komponister i Irland. Han var lærer på University College.

## Udvalgte værker
- Symfoni nr. 1 (1959) - for orkester
- Kammersymfoni nr. 1 (1964) - for orkester
- Symfoni nr. 2 "Jeg har elsket Irlands lande" (1982) - for orkester
- Symfoni nr. 3 "Musik" (1980) - for sanger og orkester
- Kammersymfoni nr. 2 (1982) - for orkester
- Symfoni nr. 5 "The Limerick" (1991) - for orkester
- Sinfonietta (2000) - for orkester
- "En lille hvid sky driver over Irland" (1975) - for orkester